# Santos Futebol Clube (futsal)
O Futsal do Santos FC, referido apenas como Santos, é o departamento de futebol de salão do Santos Futebol Clube, da cidade de Santos, em São Paulo. Participante de duas edições da Liga Nacional de Futsal, atualmente não possui time profissional e limita suas atividades às categorias de base.

## História
Na temporada 2011, em parceria com a Cortiana Plásticos, o Santos retornou à Liga Nacional de Futsal com altos investimentos. A equipe formada foi a base da Seleção Brasileira na época, chegando a ter sete convocações na mesma janela. O time foi comandado por Fernando Ferretti e liderado por Falcão, que viria a ser novamente o melhor do mundo atuando pelo Santos; o elenco também contava com outros atletas de destaque: Pixote, Neto, Índio, Valdin, Jackson, Jé etc.
No projeto que durou apenas um ano, o Peixe conquistou a Copa Gramado e o título inédito da Liga: ao vencer Carlos Barbosa na decisão, o Santos se tornou o primeiro clube paulista a vencer o torneio mais importante do futsal nacional. Após as duas conquistas e o vice-campeonato da Liga Paulista diante da Intelli, o clube enfrentou dificuldades financeiras e optou por encerrar a equipe adulta da modalidade.
Atualmente, o Santos utiliza o esporte apenas para formação de atletas.

## Títulos

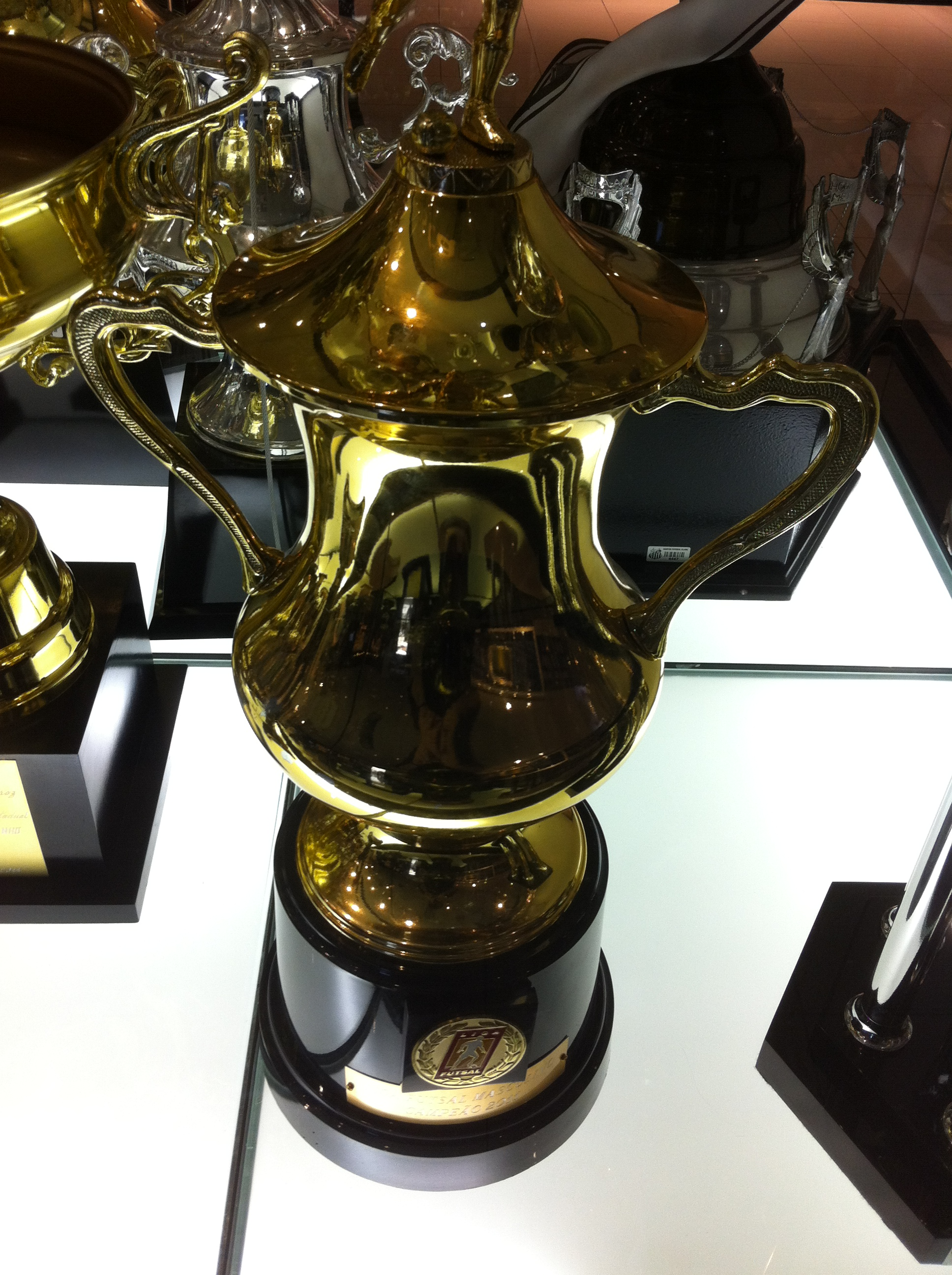
Troféu da Liga Nacional de Futsal de 2011.

| NACIONAIS      | NACIONAIS               | NACIONAIS | NACIONAIS  |
|                | Competição              | Títulos   | Temporadas |
| -------------- | ----------------------- | --------- | ---------- |
|                | Liga Nacional de Futsal | 1         | 2011       |
| INTERESTADUAIS |                         |           |            |
|                | Competição              | Títulos   | Temporadas |
|                | Copa Gramado de Futsal  | 1         | 2011       |

### Campanhas de destaque
- Liga Paulista de Futsal: vice-campeão em 2011

### Categorias de base
- Campeonato Estadual de Futsal: 7 títulos
- Campeonato Metropolitano de Futsal: 4 títulos
- Copa Expresso de Futsal: 15 títulos
- Copa Aberta Cidade de Santos: 6 títulos
- Copa Brasil Guarapari de Futsal: 1 título
- Super Copa América: 6 títulos
- Taça Regional de Futsal: 16 títulos
- Torneio União de Clubes: 3 títulos
- Dallas Cup: 2 títulos
- World Futsal Cup: 2 títulos

## Liga Futsal de 2011

### Ida da final
| 15 de novembro | Carlos Barbosa                                                     | 4 – 3 | Santos                                | Centro Municipal de Eventos, Carlos Barbosa |
| 21:00          | Flávio 24:15' · Tostão 34:04' · Thiaguinho 35:29' · Rodrigo 36:45' |       | Falcão 13:31' 21:35' · Jackson 36:22' |                                             |

### Volta da final
| 22 de novembro | Santos                                      | 3 – 2 | Carlos Barbosa                | Arena Santos, Santos |
| 21:00          | Neto 04:09' · Pixote 26:52' · Deives 36:10' |       | Sinoê 19:11' · Rodrigo 33:01' |                      |

|                                                           |       | Penalidades                                                             |  |
| Neto Pixote Índio Deives Valdin Ricardinho Bruno Souza Jé | 7 – 6 | Leandrinho Rodrigo Daniel Marcênio Carlinhos Jonathan Thiaguinho Tostão |  |